# Freestyle alla XXV Universiade invernale
Le gare di freestyle della XXV Universiade invernale si sono svolte dal 28 gennaio al 5 febbraio 2011 al monte Palandöken di Erzurum, in Turchia. In programma quattro eventi.

## Podi

### Uomini
| Evento    | Oro              | Punteggio     | Argento           | Punteggio        | Bronzo        | Punteggio     |
| Gobbe     | Aleksandr Kerner | 23,05         | Evgenij Michajlov | 22,15            | Denis Moiseev | 21,57         |
| Ski cross | Manuel Eicher    | Manuel Eicher | Georgij Kornilov  | Georgij Kornilov | Olivier Fabre | Olivier Fabre |

### Donne
| Evento    | Oro               | Punteggio         | Argento            | Punteggio     | Bronzo           | Punteggio        |
| Gobbe     | Dar'ja Rybalova   | 21,48             | Irina Pisarevskaja | 20,62         | Alëna Zueva      | 19,47            |
| Ski cross | Christina Manhard | Christina Manhard | Julia Manhard      | Julia Manhard | Dar'ja Vasil'eva | Dar'ja Vasil'eva |

## Medagliere
| Posizione | Paese      | Oro | Argento | Bronzo | Totale |
| --------- | ---------- | --- | ------- | ------ | ------ |
| 1         | Russia     | 1   | 3       | 2      | 6      |
| 2         | Germania   | 1   | 1       | 0      | 2      |
| 3         | Kazakistan | 1   | 0       | 1      | 2      |
| 4         | Svizzera   | 1   | 0       | 0      | 1      |
| 5         | Francia    | 0   | 0       | 1      | 1      |
| Totale    | Totale     | 4   | 4       | 4      | 12     |